# Operophtera bruceata
Operophtera bruceata là một loài bướm đêm trong họ Geometridae.

## Hình ảnh

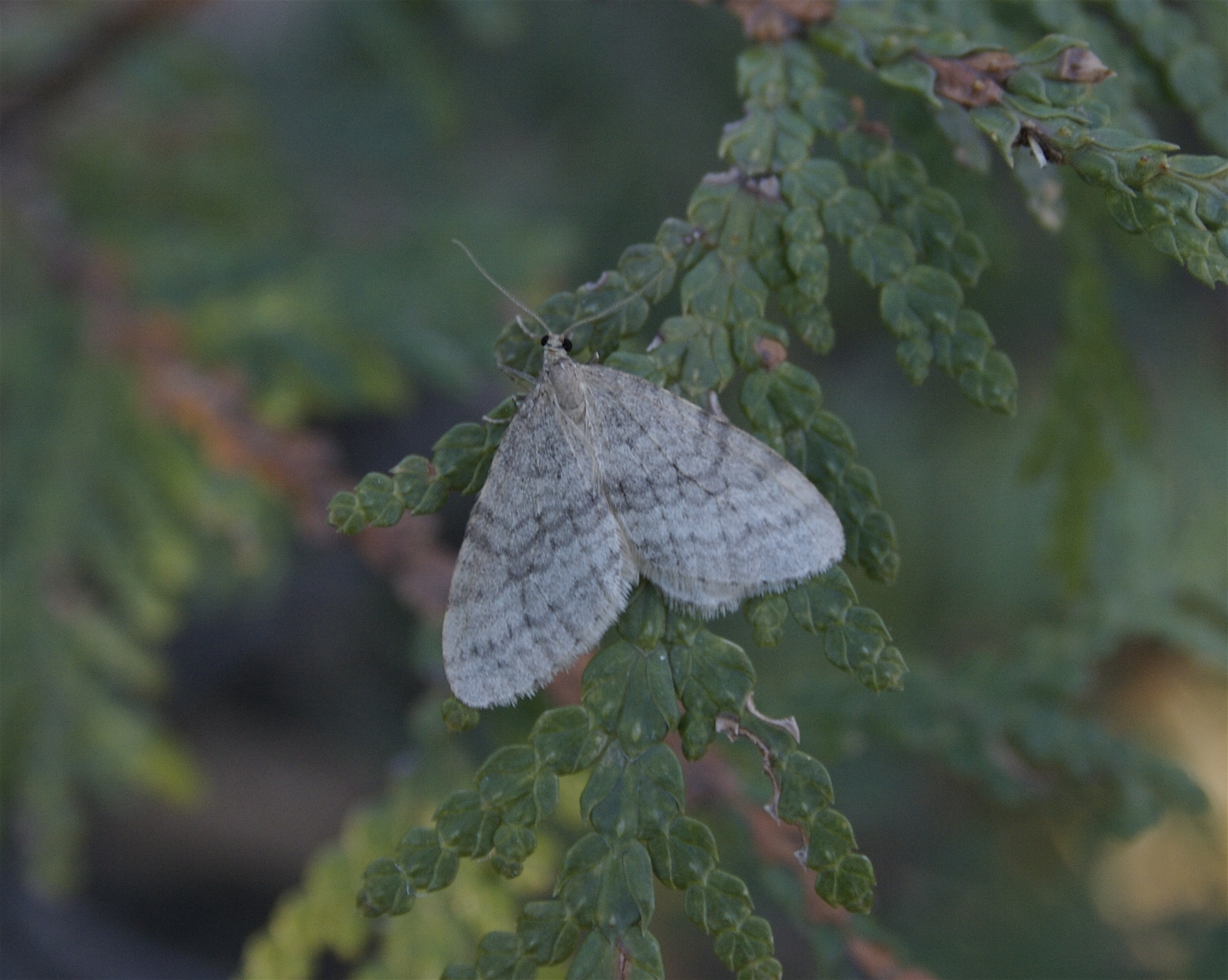
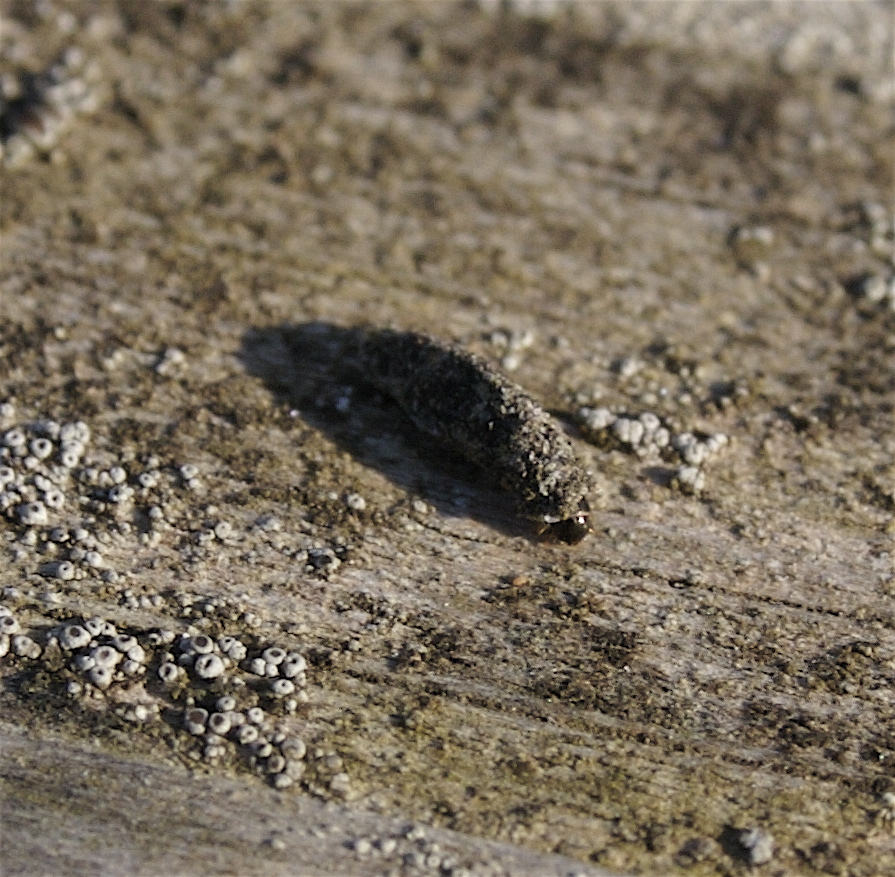
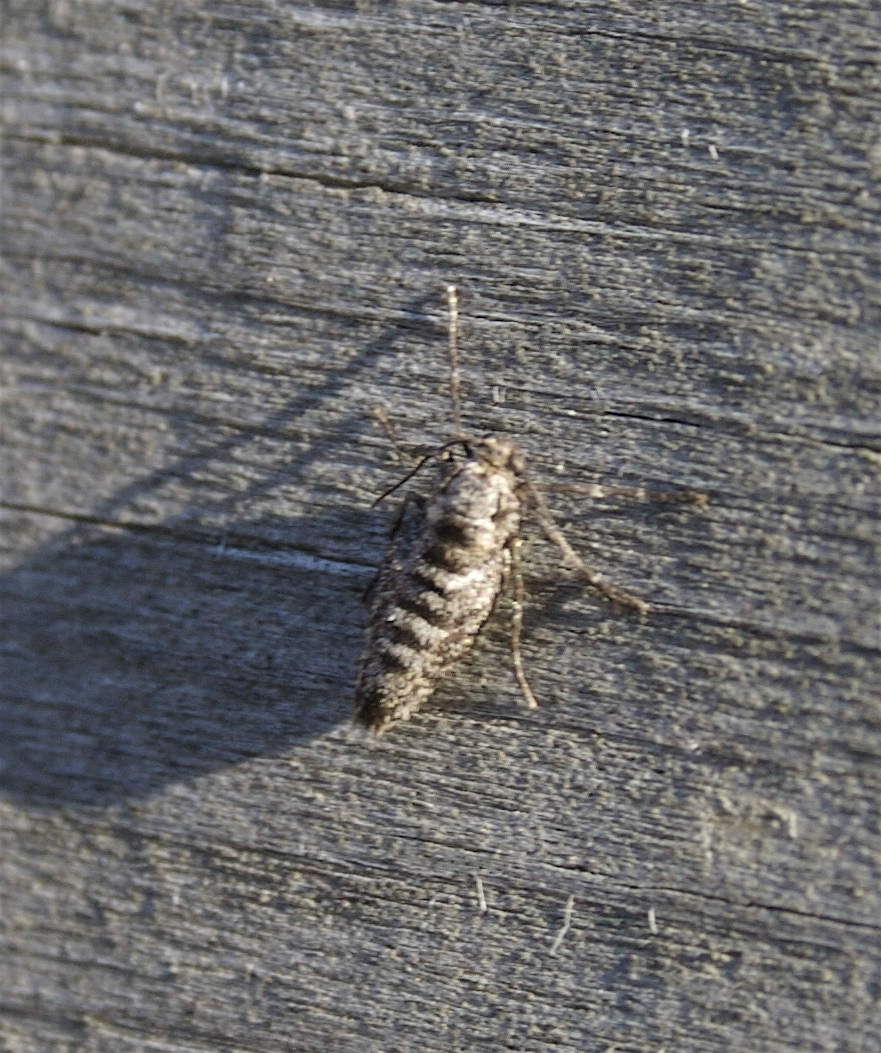
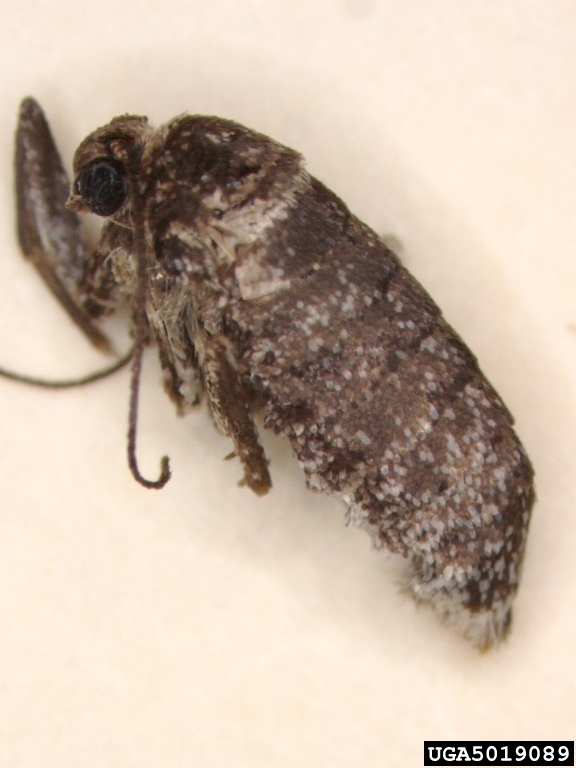